# John McAfee
Pour les articles homonymes, voir McAfee (homonymie).
 (février 2023).
Motif : manque de fluidité dans la rédaction. Je pense qu'il faut réduire l'introduction et reprendre faire une unique section "Biographie" reprenant l'ensemble des éléments. Ou faire un article complet ne se focalisant pas sur l'aspect judiciaire. Voir par exemple l'article en anglais.
John McAfee, né le 18 septembre 1945 à Cinderford (Angleterre) et mort le 23 juin 2021 à Sant Esteve Sesrovires (Espagne), est un informaticien américain.
En 1987, il écrit le premier logiciel antivirus commercial et fonde McAfee Associates pour vendre sa création.
Soupçonné de crimes, principalement liés au trafic de stupéfiants et à la possession d'armes à feu, il est arrêté plusieurs fois au cours des années 2010, notamment au Belize et aux États-Unis. Recherché par Interpol, il est arrêté en octobre 2020 en Espagne pour des accusations de fraude fiscale portées par le département de la Justice des États-Unis.
En 2021, il est trouvé mort dans sa cellule de la prison de Barcelone, alors qu'il attendait une probable extradition vers les États-Unis. Les autorités évoquent un suicide.

## Biographie

### Origines
John David McAfee naît le 18 septembre 1945 à Cinderford en Angleterre et grandit à Salem en Virginie.

### Formation
En 1967, il obtient un baccalauréat universitaire en mathématiques au Roanoke College (en), ainsi qu'un doctorat honorifique en 2008.

### Carrière professionnelle
John McAfee est d’abord employé à l’Institute for Space Studies de la NASA à New York, entre 1968 et 1970. Par la suite, il travaille pour Univac en tant que développeur de logiciel et plus tard pour Xerox comme développeur de système d'exploitation. En 1978, il rejoint Computer Sciences Corporation en tant que consultant en logiciel. Dans les années 1980, alors qu'il est employé chez Lockheed, il obtient la copie d'un virus nommé Brain et tente de créer un moyen de le détruire.
En 1987, John McAfee fonde McAfee Associates, une compagnie de logiciels antivirus. En 1989, il démissionne de Lockheed et commence un travail à plein temps chez McAfee Associates depuis chez lui à Santa Clara (Californie). La compagnie se domicilie dans l'État du Delaware (paradis fiscal) en 1992. Il démissionne en 1994. La société est vendue à Intel en 2010.
En juin 2013, il réalise et diffuse une vidéo humoristique dans laquelle est expliqué comment désinstaller McAfee,. Cette vidéo, particulièrement provocatrice où l'on voit John McAfee prendre de la drogue et être avec des prostituées, avait été visionnée par plus de 10 millions d'internautes. En mai 2016, il devient directeur général de MGT Capital Investments, fonds d'investissement dans les nouvelles technologies.
Lassé par ses nombreuses excentricités, le président d'Intel (propriétaire de l'antivirus McAfee), annonce en 2014 que le nom McAfee va être remplacé par Intel Security. John McAfee s'est dit réjoui de cette décision, considérant que son nom était associé au « pire logiciel du monde ».
John McAfee est également engagé politiquement. Proche du Parti libertarien, il ne parvient ni en 2016 ni en 2020 à être désigné candidat du parti pour l'élection présidentielle.
Début mars 2021, il est inculpé pour fraude et complot de blanchiment d'argent en lien avec deux stratagèmes basés sur une crypto-monnaie. Résidant en Espagne, il y est placé en détention provisoire dès son arrestation en octobre 2020, dans l'attente de son extradition éventuelle.
Le 23 juin 2021, l'Audiencia nacional, tribunal espagnol chargé de ce type d'affaires, autorise son extradition vers les États-Unis en vue de son jugement. Quelques heures après cette annonce, John McAfee est retrouvé mort dans sa cellule de la prison de Barcelone, à l'âge de 75 ans,,.

### Poursuites judiciaires
Le 30 avril 2012, sa propriété à Orange Walk Town, au Belize, a été prise d’assaut par un raid du GSU (Gang Suppression Unit (en)), une unité spéciale de la police bélizienne. Un communiqué de presse du GSU déclare qu'il a été arrêté pour trafic de drogues et possession d'armes. Il a été libéré quelques heures plus tard, sans poursuites. Le porte-parole de la police, Raphael Martinez, a confirmé que McAfee était simplement suspecté.
Le 12 novembre 2012, la police bélizienne commence une enquête sur John McAfee comme personne impliquée dans le meurtre de l'expatrié américain Gregory Viant Faull, retrouvé mort par balles le 10 novembre 2012 dans sa maison à Ambergris Caye.
Il est arrêté par la police le 5 décembre 2012 et hospitalisé au Guatemala,. Expulsé du pays, il arrive en Floride le 12 décembre 2012.
En 2015, il est arrêté dans l'État du Tennessee pour conduite et possession d'une arme à feu sous l'emprise de stupéfiants.
En juin 2019, après avoir déclaré qu'il ne payait pas ses impôts depuis huit ans, il quitte le territoire des États-Unis et menace le gouvernement américain de dévoiler des cas de corruption s'il est poursuivi.
Le 3 octobre 2020, il est arrêté à l'aéroport international de Barcelone pour des accusations d'évasion fiscale. Dans un communiqué, le département de la Justice des États-Unis lui reproche de n'avoir produit aucune déclaration de revenus entre 2014 et 2018. Il est placé en détention provisoire en Espagne dans l'attente de son extradition vers les États-Unis. Le 23 juin 2021, il est retrouvé mort dans sa cellule d'une prison de Barcelone, apparemment par suicide selon les autorités, à 75 ans.

## Vie privée
John McAfee a enseigné le yoga et a publié de nombreux ouvrages dans ce domaine[source secondaire nécessaire].
Il est marié à partir de 2013 avec Janice McAfee, une ancienne prostituée qu'il a rencontrée dans le quartier de South Beach à Miami,.

## Projet de film
La vie rocambolesque de John McAfee a inspiré un projet de film, qui n'a pas abouti à ce jour. Son titre de travail est King of the jungle, avec Johnny Depp pressenti pour le rôle principal.

## Publications
- (en) Computer Viruses, Worms, Data Diddlers, Killer Programs, and Other Threats to Your System : What They Are, how They Work, and how to Defend Your PC, Mac, Or Mainframe, St. Martin's Press, 1989, 235 p. (ISBN 0312030649 et 9780312030643) (avec Colin Haynes)
- (en) The Secret of the Yamas : A Spiritual Guide to Yoga, McAfee Publications, septembre 2001, 81 p. (ISBN 9780971156906 et 0971156905)
- (en) The Fabric of Self : Meditations on Vanity and Love, Woodland Publications, 10 septembre 2001, 157 p. (ISBN 9780971156920 et 0971156921)
- (en) Into the Heart of Truth, Woodland Publications, 2001, 190 p. (ISBN 9780971156913 et 0971156913)
- (en) Beyond the Siddhis : Supernatural Powers and the Sutras of Patanjali, Woodland Publications, 2001, 116 p. (ISBN 097115693X et 9780971156937)